# 192 Dywizja
192 Dywizja (niem. Division Nr. 192) – jedna z niemieckich dywizji zapasowych z czasów II wojny światowej.
Dywizję sformowano 6 czerwca 1940 r. w Rostocku na bazie części wydzielonych z 152 Dywizji. Od września 1942 r. przebywała w Gnieźnie, gdzie kontrolowała działalność jednostek zapasowych i szkoleniowych. W styczniu 1945 r. została ewakuowana na Pomorze, a następnie na wschód od Frankfurtu nad Odrą na Pozycję Trzcielską, gdzie została użyta jako jednostka bojowa. Została rozbita na przełomie stycznia i lutego 1945 r.

## Skład
Styczeń 1945
- 1. zapasowy i szkolny pułk piechoty
- 32. szkolny pułk grenadierów
- 121. szkolny pułk grenadierów
- 121. zapasowy i szkolny batalion artylerii

Dowódcy
- Generalleutnant Siegfried Macholz (od 10 czerwca 1942)
- General der Infanterie Hans Petri (od 5 października 1940)
- Generalleutnant Erich Schröck (od 1 kwietnia 1942)